# جوناثان مانجوم
جوناثان مانجوم (بالإنجليزية: Jonathan Mangum)‏ هو ممثل أمريكي، ولد في 16 يناير 1971 بتشارلستون في الولايات المتحدة.

## أعمال

### أفلام
- (2007) قائمة الدلو[4]

### مسلسلات
- ذا درو كاري شو

## وصلات خارجية
- جوناثان مانجوم على موقع IMDb (الإنجليزية)
- جوناثان مانجوم على موقع ألو سيني (الفرنسية)
- جوناثان مانجوم على موقع قاعدة بيانات الأفلام السويدية (السويدية)
- جوناثان مانجوم على موقع قاعدة بيانات الفيلم (الإنجليزية)
- جوناثان مانجوم على موقع كينوبويسك (الروسية)